# Eduard Güder
Friedrich Gustav Eduard Güder (* 1. Juni 1817 in Walperswil; † 14. Juni 1882 in Kirchenthurnen, Kanton Bern) war ein reformierter Schweizer Theologe.
Der Amtsstatthalters und Gerichtspräsident Bendicht Güder und der Arzttochter Elisabeth geb. Gatschet.
Nach dem Studium der Theologie in Bern und Berlin wurde er 1842 Vikar in Biel und 1855 Pfarrer an der Nydeggkirche in Bern. Nebenbei engagierte er sich kirchenpolitisch in der Reformierten Landeskirche des Kantons Bern und lehrte ab 1862 zunächst als Privatdozent und später als Honorarprofessor Neues Testament und Dogmatik an der Universität Bern. Er war Mitarbeiter an der Realenzyklopädie für protestantische Theologie und Kirche und wurde 1862 Ehrendoktor der Universität Königsberg.
Er heiratete im Jahr 1845 Katharina Sophie Cäcilia Gatschet.